# Trends (časopis)
Trends je serija naučnih časopisa koje objavljuje Elsevier u kojima se objavljuju pregledne članke iz niza bioloških oblasti. Oni su trenutno deo Elsevierove Cell Press grupe časopisa.
Trends serija je osnovana 1976. godine časopisom Trends in Biochemical Sciences (TIBS), kome su ubrzo sledeli Trends in Neurosciences (TINS), Trends in Pharmacological Sciences (TIPS) i Immunology Today. Brzom ekspanzijom tokom 1980-tih i 1990-tih dodati su nebiološki naslovi, Trends in Food Science and Technology i Trends in Polymer Science, koji su kasnije obustavljeni ili su uklonjeni iz serije. 
Immunology Today, Parasitology Today i Molecular Medicine Today su promenili imena u Trends in... 2001. godine. Drug Discovery Today je izdvojen kao nezavisni časopis.
Časopisu su originalno objavljivani u Kembridžu, UK. Trends redakcija se preselila za London sredinom 1990-tih, nakon što je Elsevier preuzeo Pergamon Press. Od 2007. oni se objavljuju u okviru Cell Press štampe, a od 2010. reakcija časopisa je u Kembridžu, Masačusets, SAD.

## Naslovi
Ova tabla sadrži trenutni set Trends časopisa. Ovi časopisi izlaze mesečno.
| Naslov    | Polje                         | Editor | Osnovan | Faktor impakta |
| --------- | ----------------------------- | ------ | ------- | -------------- |
| (TIBS)    | Biohemija                     |        | 1976    | 11.227         |
|           | Biotehnologija                |        | 1983    | 10.040         |
|           | Kancer                        |        | 2015    |                |
|           | Citologija                    |        | 1991    | 12.314         |
| ()        | Kognitivna nauka              |        | 1997    | 21.147         |
| ()        | Evoluciona ekologija          |        | 1986    | 15.353         |
| ()        | Endokrinologija i Metabolizam |        | 1990    | 8.868          |
| ()        | Genetika                      |        | 1985    | 11.597         |
| () ranije | Imunologija                   |        | 1980    | 12.031         |
| ()        | Mikrobiologija                |        | 1993    | 9.186          |
| () ranije | Molekularna medicina          |        | 1995    | 9.453          |
| ()        | Neuronauka                    |        | 1978    | 12.902         |
| ranije    | Parazitologija                |        | 1985    | 6.217          |
| ()        | Farmakologija                 |        | 1979    | 9.988          |
|           | Botanika                      |        | 1996    | 13.479         |